# Paul Couderc
Pour les articles homonymes, voir Couderc et Paul Couderc (sportif).
Paul (François, Jean) Couderc (né le 15 juillet 1899 à Nevers, mort le 5 février 1981 dans le 14e arrondissement de Paris,) est un astronome français et un auteur prolifique réputé pour ses travaux de vulgarisation scientifique.

## Biographie
Né dans le département de la Nièvre, de Jean Couderc et Marguerite Chastang, il fut élève de l'École normale supérieure. Professeur agrégé de mathématiques, Paul Couderc enseigna les mathématiques en classes préparatoires au lycée Charlemagne avant de se consacrer à l'astronomie. Membre de l’observatoire de Paris, il déploya alors une activité considérable de vulgarisateur et d’écrivain, abordant pèle-mêle l'histoire du calendrier et de l'astronomie, le calcul des éclipses, la théorie de la relativité, la cosmologie et l'astrophysique. Adversaire déclaré de l'astrologie, son œuvre a été couronnée par le prix Kalinga de la vulgarisation scientifique. Il fut membre du Comité d'honneur de l’Union rationaliste.

## Œuvres
- Dans le champ solaire, Paris, Gauthier-Villars, 1932
- en coll. avec A. Balliccioni, Premier Livre du tétraèdre, Paris, Gauthier-Villars, 1935
- L’Univers, Paris, Temps Futur, 1937 (réimpr. 6e éd. PUF 1982) Ouvrage couronné par l'Académie des sciences.
- La Relativité, Paris, Presses universitaires de France, coll. « Que sais-je ? », 1941. Ouvrage couronné par l'Académie des sciences.
- Histoire de l'Astronomie, Paris, Presses universitaires de France, coll. « Que sais-je ? », 1945 (réimpr. 6e éd. 1974), 128 p.
- Parmi les étoiles, Paris, Bourrelier (réimpr. 3e éd. 1953)
- L'Architecture de l'Univers, Paris, Gauthier-Villars (réimpr. 3e éd. 1947)
- Le Calendrier, Paris., Presses universitaires de France, coll. « Que sais-je ? », 1948 (réimpr. 8e éd.2000) (ISBN 978-2-13-039959-9 et 2-13-039959-2)
- Les étapes de l'Astronomie, Paris, Presses universitaires de France, 1948
- L'expansion de l'Univers, Paris, Presses universitaires de France, coll. « Nouvelle collection scientifique », 1950. Ouvrage couronné par l'Académie des Sciences et Prix Paul-Pelliot, 1951. Trad. en anglais et publ. par les éd. MacMillan (New York) en 1952 sous le titre The expansion of the universe.
- L'Astrologie, Paris, Presses universitaires de France, coll. « Que sais-je ? », 1951 (réimpr. 3e éd. 1978) (lire en ligne).
- en coll. avec J. C. Pecker et Evry Schatzman, L'astronomie au jour le jour, Paris, Gauthier-Villars, 1954
- Galilée et la pensée contemporaine, Paris, Société astronomique de France, 1966
- Les éclipses, vol. 940, Paris, Presses universitaires de France, coll. « Que sais-je ? » (réimpr. 2e éd. 1971)